# Sällskapet Jultomtarne i Malmö
Sällskapet Jultomtarne i Malmö var en välgörenhetsförening för fattiga barn, skapad 1881.
Förebilden för föreningen var jultomteföreningarna i Stockholm och Karlskrona. Alla tre föreningarna hade i sina stadgar bestämmelsen att ”Sällskapet har till huvudsakligaste syftemål att bispringa fattiga, välartade och flitiga barn företrädesvis med kläder.”
Den 10 december 1881 samlades för första gången Malmöföreningens styrelse. Denna bestod av aktade män i samhället: prosten Johan Axel Olin, kyrkoherden Johan Henrik Hägglund, ryttmästaren F.A.L. Hallencreutz, löjtnanten E. af Ekenstam, handlandena E. Aspegren, L. Faxe, Joh. Kjellberg, Rid. Thomson, polismästare Ph. Wester och disponenten R. Rönström.
Tanken bakom föreningen väckte stort bifall i de borgerliga kretsarna i Malmö. Redan julen 1881 hade 400 medlemmar anslutit sig. 11 pojkar och 13 flickor kunde avhämta nya kläder på den stora julfest som hölls i Latinskolans (Högre allmänna läroverkets) gymnastiksal.
Några siffror på verksamheten: 1890 bekläddes 106 barn, 1900 163 barn och 1910 280 barn. Samma år hade föreningen 2122 medlemmar. Genom medlemsavgifter men också av donationer där räntan fick användas kunde verksamheten säkras.
Den traditionella julfesten avhölls fram till 1905 i Latinskolan, sedan överflyttades denna till Mellersta förstadsskolans gymnastiksal. I ett protokoll beskrivs festen på följande sätt:
| ” | Kl. 4 e.m. samlades barnen, iklädda sina nya, av sällskapet skänkta kläder, beledsagade av sina mödrar eller målsmän, i första våningen av Elementarläroverkets huvudbyggnad, där kaffe serverades och barnen erhöllo sina julhögar och rikliga julklappar. Därefter tågade man ned till gymnastiksalen. Ordföranden höll där ett hälsnings- och förmaningstal till de inbjudna barnen och deras mödrar, varefter vidtog dansen omkring julgranen, som varade ett par timmar. Sedan barnen därefter fått avhämta sina julgåvor, avslutades festen. | „ |

Som styrelseordförande valdes åren 1881-1900 prosten Olin. Kyrkoherden Hans Persson Visell var ordförande 1901-1922 varefter kapten Quensel tillträdde. Föreningens tillgångar var vid slutet av 1924 mycket omfattande.